# Hroznětín
Hroznětín település Csehországban, a Karlovy Vary-i járásban. Hroznětín Hájek, Merklín, Nejdek, Sadov, Ostrov és Děpoltovice településekkel határos. Lakosainak száma 2107 fő (2024. január 1.).

## Népesség
A település lakosságának változását az alábbi diagram mutatja:
| Lakosok száma | 2286 | 2804 | 2382 | 1356 | 1481 | 1861 | 1960 | 2041 | 2015 | 2107 |
|               | 1869 | 1900 | 1921 | 1961 | 1980 | 2011 | 2016 | 2019 | 2021 | 2024 |